# Glenea suavis
Glenea parasuavis é uma espécie de escaravelho da família Cerambycidae. Foi descrita por Stephan von Breuning em 1982.